# Hylemya rufa
Hylemya rufa är en tvåvingeart som först beskrevs av Johann Wilhelm Meigen 1838.  Hylemya rufa ingår i släktet Hylemya och familjen blomsterflugor.
Artens utbredningsområde är Tyskland. Inga underarter finns listade i Catalogue of Life.